# Ceylonositalces
Ceylonositalces is een geslacht van hooiwagens uit de familie Podoctidae. De wetenschappelijke naam van het geslacht werd in 1915 door Carl Friedrich Roewer gepubliceerd als Eusitalces. Die naam was echter in 1911 al door Karl Brunner-von Wattenwyl gebruikt voor een geslacht van rechtvleugeligen uit de familie Acrididae (=Veldsprinkhanen), en dus niet meer beschikbaar. In januari 2006 publiceerde Hüseyin Özdikmen daarop het nomen novum Ceylonositalces voor het geslacht van hooiwagens.

## Soorten
Ceylonositalces is monotypisch en omvat slechts de volgende soort:
- Ceylonositalces parvulus (Roewer, 1915)